# John Steakley
John William Steakley, Jr. (* 26. Juli 1951 in Cleburne, Texas; † 27. November 2010 in McKinney, Texas) war ein US-amerikanischer Buchautor.

## Leben
Steakley verbrachte den Großteil seines Lebens, unterbrochen durch kurze Aufenthalte in Südamerika und Hollywood in seiner Jugend, in Texas. An der Southern Methodist University erwarb er einen Bachelor in Englisch.

## Über sein Werk
Steakleys erste Veröffentlichung war die Kurzgeschichte The Bluenose Limit in der Märzausgabe 1981 von Amazing Science Fiction. Der Film John Carpenters Vampire von John Carpenter basiert lose auf Steakleys Roman Vampire$.
Die Fortsetzung des Romans Armor blieb unvollendet.

## Werke

### Einzelromane
- Armor. DAW Books, 1984, ISBN 978-0-88677-368-7. (englisch)
- Vampire$. Roc Books, 1990, ISBN 978-0-451-45033-3. (englisch)

### Kurzgeschichten
- The Bluenose Limit.[4] In Amazing Science Fiction, März 1981. (englisch)
- Flyer.[5] In Amazing Science Fiction, September 1982. (englisch)
- The Swordsman Smada.[6] In Friends of the Horseclans I. New American Library 1987, ISBN 978-0-45114-789-9. (englisch)
- The Swordsman's Place.[7] In Friends of the Horseclans II. Signet 1989, ISBN 978-0-45115-846-8. (englisch)